# 大学寮
大学寮（だいがくりょう）は、律令制のもとで作られた式部省（現在の人事院に相当する）直轄下の官僚育成機関である。官僚の候補生である学生に対する教育と試験及び儒教における重要儀式である釋奠を行った。唐名は「国子監」又は「国子寺」。

## 概要

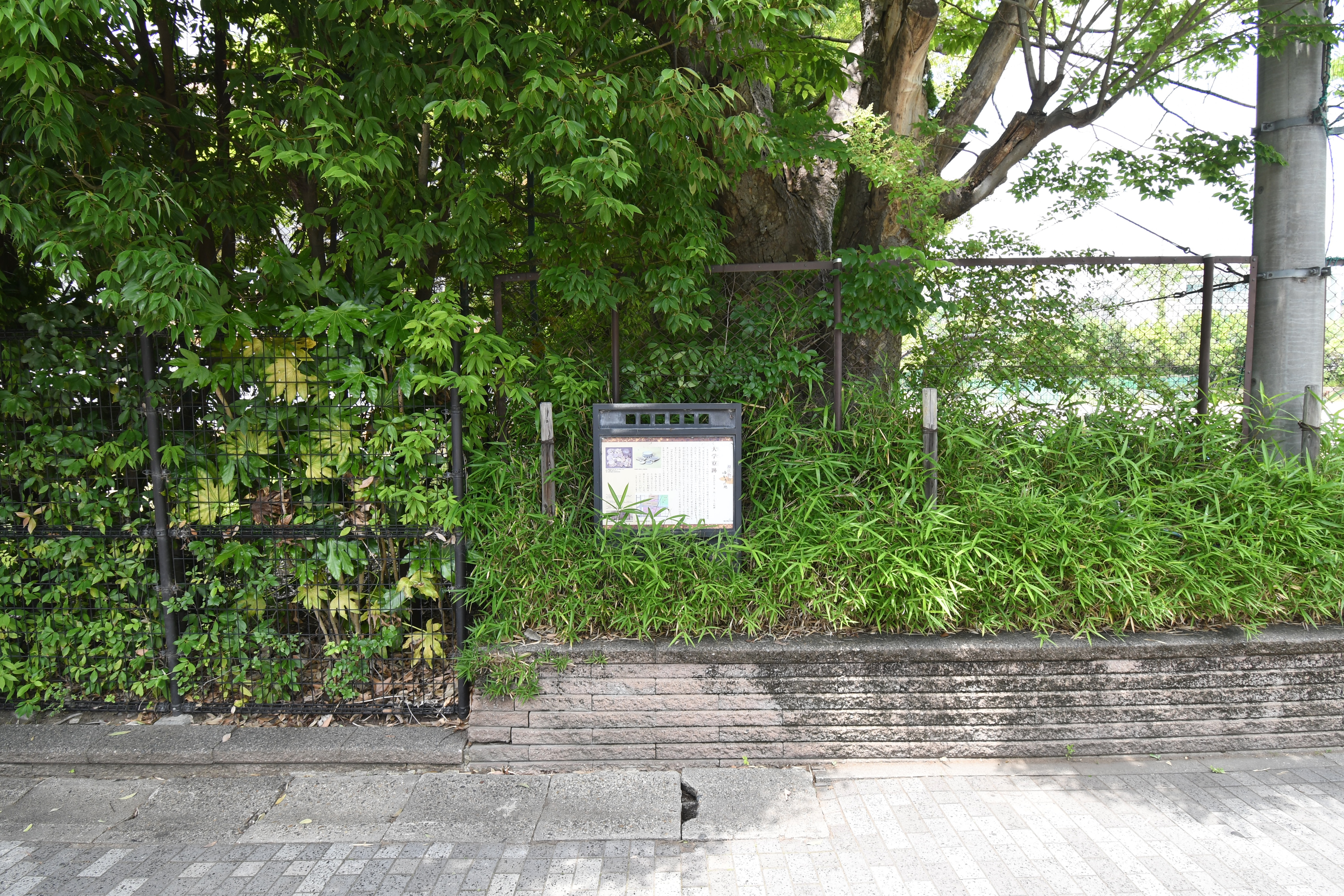
平安京大学寮跡付近

### 成立
『日本書紀』の天智天皇10年（671年）紀に「学識頭」という役職が見られ、また『懐風藻』の序文に天智天皇が学校を創設したという記述が見られるため、この時代に大学寮の由来を求める考え方が有力であるが、その後の壬申の乱などの影響で整備が遅れ、大宝律令（学令）の制定により具体的な制度が確立したといわれる。
当初は儒教を教える後の明経道が中心であったが、728年（神亀5年）と730年（天平2年）の2度の学制改革（前者の改革で文章博士・律学博士（後の明法博士）が設置され、後者の改革で文章生・明法生・得業生制度が発足した）を経て、757年（天平宝字元年）には大学寮公廨田（後の勧学田）が設定されて学生に対する給食が行われるなど、制度の充実が図られた。
以後、儒教以外の漢文学を教授した文章博士の地位が向上して、後には文章博士の学科である紀伝道が上位を占めるようになった。
この背景には、大学制度の範を唐の制度に求めたものの、儒教による国家統治の原則が確立していた唐とは違い、仏教や古来からの神道が儒教と並立した日本の支配階層においては、儒教理念が唐よりも重視されず、それ以上に教養としての漢文の知識が必要とされたことによる。
こうした風潮によって、大学寮での儒教教育が一種の行政処理のための「技術」とみなされて、中下流貴族の立身のための機関と考えられるようになり、子弟の教育を家庭で行う上流貴族を中心にした旧来の風潮を打破するには至らなかった。そのため、平安時代初期に再度の改革が行われ、806年（大同元年）には10歳以上の諸王と五位以上の官人の子孫の就学を義務付ける勅が出された。ただし、上級貴族の反発に加えて、入学年齢を17歳から引き下げたこと、更に学令で定められた9年間よりも短い4年間の就学を経た上での事実上の中退を認めたことから大学寮側からの反発もあり、812年（弘仁3年）に撤回された。その後、824年（天長元年）にこの規定が復活したが、『延喜式』にはこの規定について触れられておらずそれ以前に廃止されたと考えられている。また、勧学田の拡張や大学教官への職田設定、学生に対する学問料・給料（学資）支給制定などの財政支援策も採られた。こうした就学政策に加えて、唐風文化への関心の増大などがあり、平安時代前期に相当する9世紀から10世紀初頭にかけてが大学寮の全盛期にあたった。

### 衰退
ところが、藤原氏が勧学院を創設したのを機に各氏が大学別曹を創設するようになると、次第に大学寮の存立基盤が揺らいでいくようになる。大学別曹は一族単位で学生の学資・生活を保障してその官界進出を助ける制度であったから、安定した勉学環境を得た大学別曹を持つ氏族出身者とそれ以外の氏族との間で「格差」が生み出されるようになった。更に大学寮の教官の間でも学説のみならず学生の立身を巡って一種の学閥が形成されるようになり、その中でも紀伝道では菅原氏と大江氏、それ以外の諸氏の間で激しい争いが行われた。また、遣唐使の廃止による中国文化への関心低下と律令制の弛緩、藤原氏摂関政治の確立による中下流貴族の没落などによって、大学寮の地位も徐々に低下していくようになる。
更に律令制の弛緩は勧学田の荘園化による喪失を招き、これに対して大学寮向けの出挙制度の整備などの措置が取られたものの十分とは言えず、大学寮財政を圧迫する事になる。皮肉にもこれを維持できたのは大学寮からの給料を必要としない大学別曹保有氏族出身の学生の増大による大学寮支出の減少であった。914年（延喜14年）、三善清行は「意見十二箇条」の第4条で大学寮の荒廃ぶりを記しているが、前後の史料を見る限り学生数の減少などの大学寮そのものの荒廃を裏付ける事実は確認されておらず、勧学田の喪失と大学別曹の興隆によって教育の公平さが失われていく現状に対する警告であったと考えられている。
一方において任官制度にも変化が生じ、「（諸）道挙」と呼ばれる在学中の学生が教官の推薦によって無試験で判官・主典級官職に任官される制度（紀伝道では9世紀中期、紀伝道・明法道・算道では9世紀末期以後）が導入され、更にこれが10世紀には諸国の掾への任官を対象とした「（諸）道年挙」も開始された。更に10世紀後期には大学別曹（勧学院・奨学院・学館院）に対しても自己の所属する学生を諸国の掾への無試験任官の推挙を行う「（諸）院年挙」を認めるようになった。これによって大学寮に残って博士などの教官職を目指す者以外にとっては卒業は任官の必須の要件ではなくなり、大学寮の試験そのものが形骸化・簡略化されるきっかけとなった。10世紀後期に入ると、試験問題の出典が予め受験者に通告されたり、権力者による情実の横行などがしばしば行われ、遂に院政期には権力者による合格者の枠配分や大学寮への成功（財政支援）によって任官や合格が決まるなどの例も見られるようになる。
更に平安時代末期には、官司請負制の導入や官吏（官僚）が門閥で占められるようになった（貴族による蔭位の制の濫用）ためにその機能を果たさなくなり、その風潮は大学にも及んで博士の地位を世襲させるために特定の家系の家学として知識の独占を図るようになり、授業も大学寮ではなく自らの私邸を用いて限られた子弟や門人に対してのみ行われるようになった。また教授や学生の学資や施設の維持に用いられていた勧学田や出挙の仕組みの崩壊によって財政的にも衰退を余儀なくされる。院政期にも釈奠は継続されたものの、正規の試験は藤原頼長が再興しようとしたものの一時的に終わった。1154年（久寿元年）には大学寮庁舎が倒壊する事故が起きるが再建されずに代わりに明経道院が庁舎を兼ねるようになった（『兵範記』）。やがて、1177年（治承元年）の安元の大火の後、閉鎖された。

### 教育内容
入学資格としては、五位以上の貴族及び東西史部（代々記録を司った）の子供および孫に限られていたが、八位以上の官人の子供にも希望があれば入学が許されていた。また、少数であるが姓を有しない白丁身分（庶民）の子弟であっても入学が許された例も存在している（天平年間に設置された文章生・明法生の採用規定に「白丁雑任の子」と規定されていた）。卒業試験試問を受験し、その試験結果が8割に達すれば式部省が実施する進士・明法・明経・算・秀才のいずれかの試験を受け､上位成績になれば八位～初位の官位が授けられた。また、学生の一部には得業生として大学に残り博士を目指す者もいた。
組織としては現在の大学に類似し、大学頭（「だいがくのかみ」、現在の大学の学長に相当）がトップで、博士（現在の大学教授に相当）が教鞭をとっていた。また、大学院生に相当する学生（得業生）もいた。
学科は経（儒教）・算及び付属教科の書・音（中国語の発音）の四教科だったが、後に紀伝（中国史）・文章（文学）・明経（儒教）・明法（法律）・算道の学科構成となり、更に紀伝と文章が統合された（紀伝が文章に吸収統合されたと言うのは後世の誤りで、実際は博士号は「文章（博士）」、学科は「紀伝（道）」と称した）。また、学科の呼称に「○○道」という方式を用いたのは、貞観式制定前後であると考えられている。なお、音博士の音道と書博士の書道は、明経道の学習を補助するための学科であり、平安時代中期には明経道に実質的に統合されたと考えられている。
他に教育機関としては技官養成機関である陰陽寮・典薬寮・雅楽寮などが存在した。

## 施設
大学寮の学生は基本的に寮内の寄宿舎で暮らし､そこで授業を受けた。これを直曹（じきそう）という。文章生は文章院、明経生は明経道院、算生は算道院、明法生は明法道院で暮らしていた。また、平安時代には有力貴族が一族のための寄宿施設である大学別曹を設置した。

## 大学寮の組織
- 別当　大学寮の総裁で頭の上席であった。平安時代に置かれる。
- 頭（大学頭 従五位上相当）1名、唐名は「国子祭酒」・「祭酒」。
- 助（正六位下相当）1名、唐名は「国子司業」・「司業」。
- 大允（正七位下相当）1名　少允（従七位上相当）1名、唐名は「国子丞」。
- 大属（従八位上相当）1名　少属（従八位下相当）1名、唐名は「国子主簿」・「国子録事」。

明経道
- 大学博士（正六位下相当）1名　明経道（儒教）を教える、唐名は「明経博士」。
- 助教（正七位下相当）2名　大学博士の下で明経道を教える、唐名は「国子助教」。
- 直講　3名のち2名　728年（神亀5年）新設の明経道の教官
- 学生　400名　明経道を教わる
- 明経得業生　4名　730年（天平2年）新設の上級学生

算道
- 算博士（従七位上相当）2名　算道（数学）を教える
- 算生　30名のち20名　算道を教わる
- 算得業生　2名　730年（天平2年）新設の上級学生

音道
- 音博士（従七位上相当）2名　中国語の発音を教える
- 音生　新設　中国語の発音を学ぶ

書道
- 書博士（従七位上相当）2名　書道を教える
- 書学生　新設　書道を教わる

明法道
- 律学博士（正七位下相当）2名　明法道（法学）を教える　728年（神亀5年）設置　明法博士とも
- 明法生　10名　明法道を教わる
- 明法得業生　2名　730年（天平2年）新設の上級学生

紀伝道
- 紀伝博士　1名　紀伝道（史学）を教える　808年（大同3年）新設 834年（承和元年）廃止
- 紀伝生　　紀伝道を教わる
- 紀伝得業生　紀伝道の上級学生

- 文章博士（正七位下→従五位下）　1名→2名　728年（神亀5年）新設　文学を教える
- 文章生　20名　文章道（後に紀伝道に統合）を教わる
- 擬文章生　20名　予備学生（文章生候補）
- 文章得業生　2名　上級学生

大学直曹
- 文章院東曹・西曹 - 東曹は大江氏、西曹は菅原氏の施設
- 算道院東舎・西舎
- 明法道院東舎・西舎
- 明経道院東舎・西舎

大学別曹
- 勧学院 - 藤原氏の施設
- 奨学院 - 天皇家・在原氏の施設
- 学館院 - 橘氏の施設

- 弘文院 - 和気氏の施設

## 備考
- 当時の官制においては、位階は八位まで（その下に初位というのも存在した）で、当時の貴族とは従五位以上を指し、従八位から正六位までは官人（官僚）であり、厳密には貴族ではなかった。また寮とは、現在に例えるならば局、院、外局の庁、または付属大学校に相当する。
- 唐の制度では皇族以下の子弟は国子学・太学などを経て貢挙を受けるルートと衛官に一定期間就いた後に尚書省・兵部の審査を受けるルートが明確に分離され、しかも前者が優位になる（成績によって日本の蔭位に相当する出身階よりも最大4階上の品階が与えられた）仕組みであったが、日本の場合には五位以上の子孫は大学に入っても21歳になると自動的に舎人に任ぜられるために事実上の退学扱いとなり（「学令」被解退条）、仮に成績優秀でそれ以前に学業を成就した場合でも秀才・明経の上中以上の成績を修めた者が蔭位よりも1階上の位階を授けられるに過ぎなかった。これは日本の官人制度が蔭位・位子の制度に基づいて世襲による再生産が行われることを前提にして構築されていたために、蔭位を持つ五位以上の官人の子孫は確実に官人となれたことによる（唐の六品以下の子孫である品子と日本の六位以下の子孫である位子を比較しても最低限の叙位が保証される制度のあった後者の方が容易に官人になれた）。こうした人事制度の下にあった日本の貴族社会では五位以上の貴族の子弟があえて大学に通う必然性は無く、仮に入学したとしても儒学的な教養を得ることを最大の目的にしていたと考えられている[2]。
- 文章博士を正七位下から貴族に相当する従五位下にしたのは、嵯峨天皇であり、これにより当代学者の登竜門となった。すなわち小野篁、菅原清公、春澄善縄、島田忠臣、都良香、紀長谷雄などの英才秀才が集まり、空前未曾有の盛況を呈し、菅原道真においてその極に達したと言える。
- 歴史上、進士の甲第として知られる例は716年（霊亀2年）に遣唐留学生に選ばれた下道真備（吉備真備）など数少ない。また庶民から進士に合格し下級官人となり、最終的に貴族にまでなった人物として勇山文継が知られている。
- 平安京における大学寮は、朱雀大路の東、神泉苑の西、二条大路の南、三条坊門小路の北に所在していたとされ、当初は4町の区域を占めていたが、平安時代末期には1町のみに縮小していた。跡地とされる京都市中京区西ノ京北聖町には「大学寮址」の碑が建てられている。
- 大学頭の名称は、江戸時代においても武家官位として残ったが、元禄4年（1691年）、林家第3代の林信篤（鳳岡）が任命された後、昌平坂学問所の管理運営、外交などを所掌した一種の官職となり、林家に与えられた大学頭は、儒学者の林家の当主が代々継承する称号として､また幕府の最高教育官の名称として幕府機構の中に取り込まれた。